# 雄信達村
雄信達村（おのしんだちむら）は、大阪府南部、泉南郡に属していた村。現在の泉南市北西部、男里川河口部右岸にあたる。

## 地理
- 池：真宮上池、真宮下池、前田池
- 河川：男里川、金熊寺川

## 歴史
- 1889年（明治22年）4月1日 - 町村制の施行により、男里村、幡代村、馬場村が合併して日根郡雄信達村が発足。
- 1896年（明治29年）4月1日 - 所属郡が泉南郡に変更。
- 1956年（昭和31年）9月30日 - 新家村・信達町・西信達村・鳴滝村・樽井町と合併して泉南町が発足。同日雄信達村廃止。

## 交通

### 鉄道路線
村域を南海本線、阪和線が通過するが、駅は所在しなかった。

### 道路
- 大阪府道204号堺阪南線
- 大阪府道250号鳥取吉見泉佐野線（孝子越街道）